# Chorizagrotis boretha
Chorizagrotis boretha là một loài bướm đêm trong họ Noctuidae.